# ジョアン・パウロ・ディアス・フェルナンデス
パウリーニョ（Paulinho）ことジョアン・パウロ・ディアス・フェルナンデス（ポルトガル語: João Paulo Dias Fernandes、1992年11月9日 - ）は、ポルトガルのサッカー選手。元ポルトガル代表。リーガMX・デポルティーボ・トルーカFC所属。ポジションはFW。

## クラブ歴
地元のサンタ・マリアFCの下部組織からトップチームに昇格し選手となった。2012年にリーガプロのCDトロフェンセに加入、7月29日のタッサ・ダ・リーガでプロ初出場。。プロリーグでの初出場は8月12日で、偶然にも両試合ともにCDアヴェス戦であった
2012-13シーズンに11得点を記録した彼は2013年夏にプリメイラ・リーガのジル・ヴィセンテFCに移籍。8月18日のアカデミカ・コインブラ戦で49分にブルーノ・モラエスに代わって投入されてプリメイラ・リーガデビュー。11月24日に同リーグ初得点を記録。2016-17シーズンは降格したリーガプロでのプレーであったが、19得点をあげて得点ランキング2位につけ、個人としてもキャリアハイとなった。
2017年5月24日に4年契約でSCブラガに移籍。リーグで13得点をあげてUEFAヨーロッパリーグ 2018-19への参戦権を得た。
2021年2月2日、スポルティング・クルーベ・デ・ポルトゥガルと2025年までの契約を結び、契約解除金は6000万ユーロに設定された。
2024年6月21日、デポルティーボ・トルーカFCに3年契約で移籍した。

## 代表歴
U-21代表として2012年11月14日のスコットランドU-21代表戦に18分だけ出場した事がある。
2018年5月には2018 FIFAワールドカップに臨むポルトガル代表の35人のメンバー候補リストに入ったが、最終リストからは脱落した。

## タイトル
SCブラガ
- タッサ・ダ・リーガ：1回 (2019-20)

スポルティング・クルーベ・デ・ポルトゥガル
- プリメイラ・リーガ：2回 (2020-21, 2023-24)
- タッサ・ダ・リーガ：1回 (2021-22)
- スーペルタッサ・カンディド・デ・オリベイラ：1回 (2020-21)